# Grammis
Grammis – nagroda szwedzkiego przemysłu fonograficznego. Szwedzki odpowiednik nagrody Grammy. Wyróżnienia przyznawane są corocznie zwykle w lutym w Sztokholmie w dwudziestu czterech kategoriach. Po raz pierwszy Grammis przyznano 25 września 1969 roku. W latach 1972–1987 nie przyznawano nagrody.
Nagrodę przyznaje szwedzki oddział Międzynarodowej Federacji Przemysłu Fonograficznego (ang. International Federation of the Phonographic Industry).